# Sub-гауссівский розподіл
У теорії ймовірностей, sub-гауссівский розподіл є розподілом ймовірностей з сильним властивістю хвоста розпаду. Неформально, хвости sub-гауссівського розподілу переважають (тобто розпаду, принаймні так само швидко, як) хвостів гаусом.
Формально, розподіл ймовірностей випадкової величини X називається sub-гауссівским, якщо існують позитивні константи C, v, що для будь-якого t> 0,
{\displaystyle {\displaystyle \operatorname {P} (|X|>t)\leq Ce^{-vt^{2}}.}}
Sub-гауссівскі випадкові величини з наступною формою норми простору Орлича:
{\displaystyle {\displaystyle \|X\|_{\psi _{2}}=\inf\{s>0\mid \operatorname {E} e^{(X/s)^{2}}-1\leq 1\}.}}

## Еквівалентні властивоті
Наступні властивості еквівалентні:
- Розподіл X є Sub-гауссівским.
- {\displaystyle {\displaystyle \psi _{2}{\text{-condition:}}}{\displaystyle \exists a>0\ \operatorname {E} e^{aX^{2}}<+\infty .}{\displaystyle \exists a>0\ \operatorname {E} e^{aX^{2}}<+\infty .}}
- Лаплас умови перетворення:{\displaystyle {\displaystyle \exists B,b>0\ \forall \lambda \in \mathbb {R} \ \ \operatorname {E} e^{\lambda X}\leq Be^{\lambda ^{2}b}.}}
- Момент умови:{\displaystyle {\displaystyle \exists K>0\ \forall p\geq 1\ \left(\operatorname {E} |X|^{p}\right)^{1/p}\leq K{\sqrt {p}}.}{\displaystyle \exists K>0\ \forall p\geq 1\ \left(\operatorname {E} |X|^{p}\right)^{1/p}\leq K{\sqrt {p}}.}}